# Reconstrucción crítica

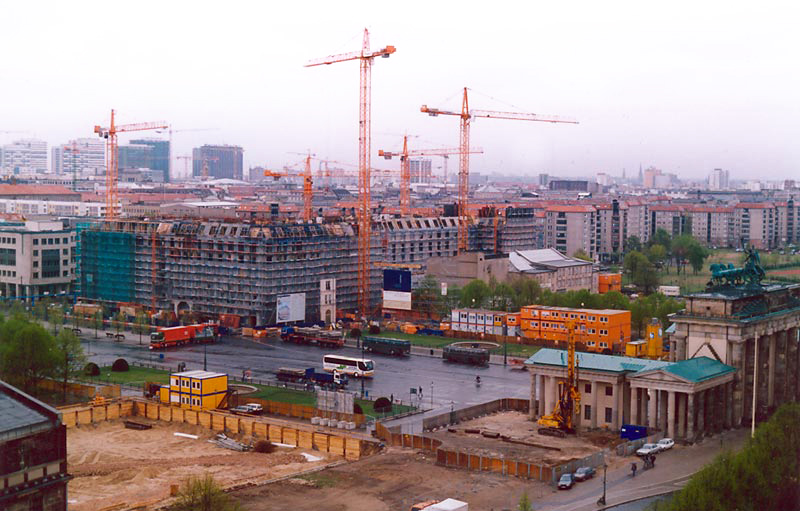
Plaza de París en 1995.

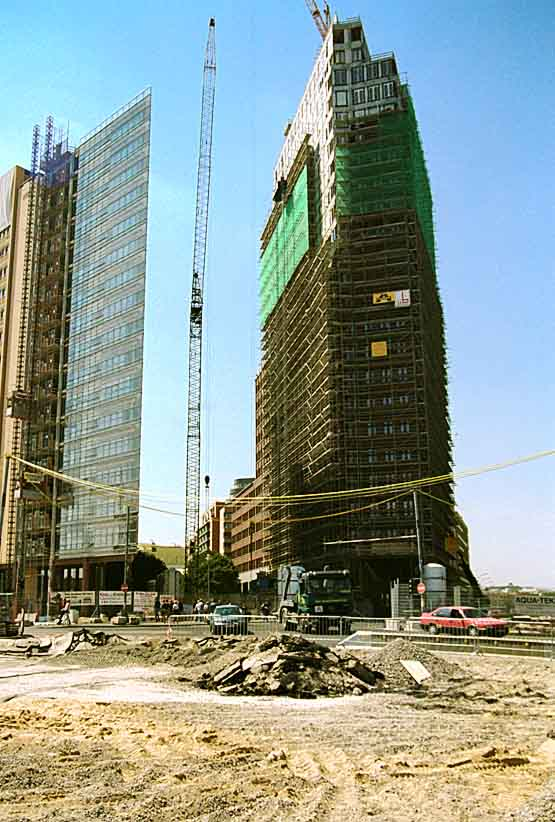
En zonas como Potsdamer Platz los antiguos planos formaban la base para el diseño de los nuevos edificios.

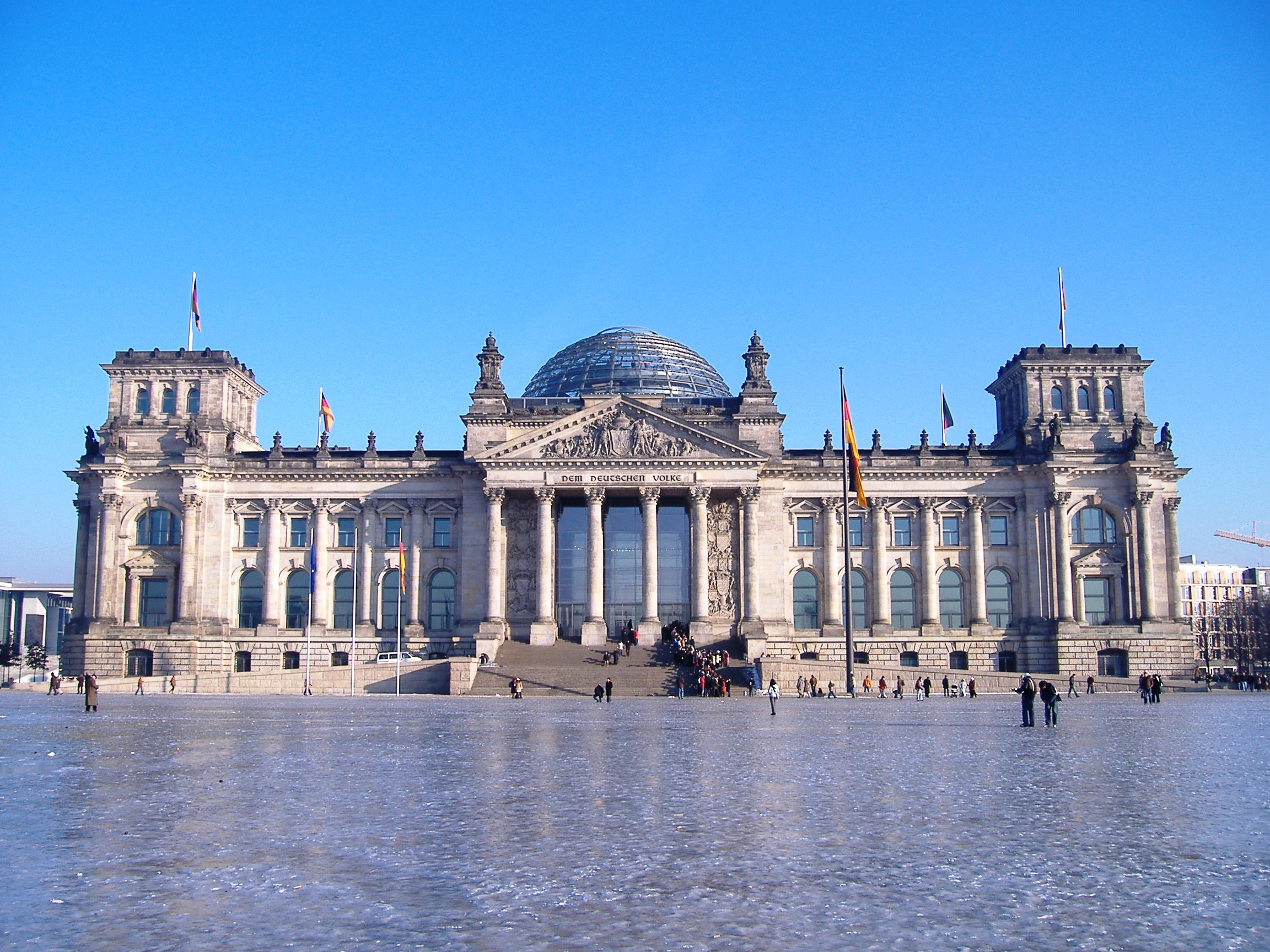
Reichstag.

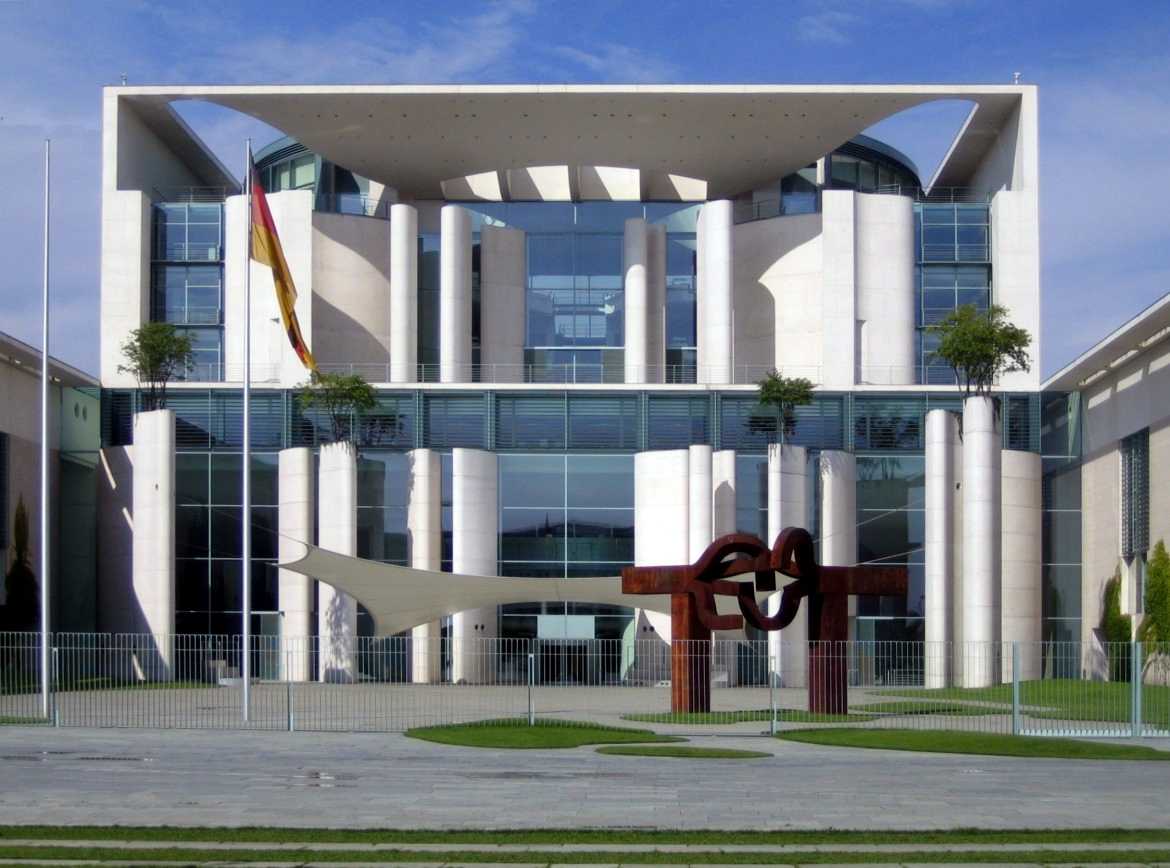
Cancillería federal.

La reconstrucción crítica (en alemán: kritische Rekonstruktion) es el nombre dado al proceso de cambios arquitectónicos y urbanísticos que protagonizó la capital alemana tras la caída del Muro de Berlín en 1989. Constituye el instrumento regulador del desarrollo urbanístico de la ciudad y sus contenidos se componen de una serie de reglamentos o exigencias. El movimiento alentó el regreso a tipologías arquitectónicas tradicionales e intentó contribuir al despertar de la memoria histórica oculta en la trama de sus calles y espacios públicos, no mediante la reproducción de estos elementos, sino a través de su reinterpretación. La reconstrucción crítica se fundamenta en la incorporación de criterios y pautas estéticas de la ciudad antigua del siglo XIX en el urbanismo actual, como método para no perder la identidad de la ciudad, frente a la disparidad de los estilos de las propuestas arquitectónicas que se formulaban para Berlín.
Las razones oficiales dadas para esta estrategia fueron dos: en primer lugar, que era necesario reparar no solo el daño causado por la Segunda Guerra Mundial, sino también el causado por los planificadores durante la reconstrucción de los años posteriores y, en segundo lugar, que no solo los edificios, sino la ciudad en su conjunto necesitaban ser reconstruidos. Con la caída del muro, la ciudad se encontró con franjas de terrenos sin construir allí donde se había levantado dicha barrera. Esta cicatriz cortaba la ciudad por el centro, por lo que la reunificación alemana cambió la estructura de Berlín donde zonas que anteriormente eran periferia, estaban ahora en el centro y varias calles que no llevaban a ninguna parte, volvieron a ser principales. La situación hizo posible una serie de proyectos destinados a unir las estructuras urbanas a ambos lados y en los que hubo que decidir entre una réplica de los viejos edificios, una reconstrucción crítica basada en una interpretación contemporánea o una ruptura total con el pasado. Así, en las décadas de 1990 y 2000 Berlín se convirtió en el terreno de obras más grande de Europa y se transformó para cumplir nuevamente su función como capital de Alemania. La reconstrucción crítica marcó la pauta de esta transformación.
Originalmente, el término reconstrucción crítica corresponde al nombre de una teoría de la arquitectura y el urbanismo desarrollada por el arquitecto berlinés Josef Paul Kleihues que se aplicó por primera vez en la Exposición Internacional de Edificios de Berlín (IBA) en la década de 1980. Luego se usó en la planificación de la ciudad tras la reunificación alemana a partir de 1991 con el apoyo del Senado de Berlín, pero su ejecución estuvo en gran parte en manos de Hans Stimmann, quien fue director de construcción de la ciudad de 1990 a 1997 y hasta 2006 fue su director de planificación. Desde esta posición, el arquitecto llevó a cabo la idea de Kleihues de la reconstrucción crítica.
A partir de las condiciones históricas de Berlín, Stimmann y Dieter Hoffman-Axthelm tuvieron la responsabilidad de volver a unificar la ciudad con los criterios de la arquitectura posmoderna. Los dos trabajaron en la supervisión del proyecto desde el Rotes Rathaus (Ayuntamiento de Berlín), en la oficina de la administración del Senado para el desarrollo de la ciudad. Stimmann también usó la Reconstrucción crítica como base para su Planwerk Innenstadt, un plan de desarrollo en el centro de Berlín que favorecía la demolición de edificios de mediados de siglo y el relleno de parcelas vacías con estructuras de uso mixto de mayor densidad urbana.
Las autoridades de la ciudad impusieron pautas estrictas para el tamaño y la apariencia de todos los edificios, excepto los federales. Este clima de relativa hostilidad hacia la experimentación llevó a la reconstrucción del centro de la ciudad de una manera que proporcionaba una escena urbana relativamente homogénea, que sugería que la historia de esta ciudad debió haber continuado sin interrupción. En un esfuerzo por reconstruir Berlín como una "ciudad europea" tradicional, la oficina intentó evitar lo vanguardista y dio prioridad a lo históricamente armonioso. Crearon un conjunto de reglas: los edificios no deben tener más de 22 metros, las calles seguirían siendo estrechas, el 20 por ciento del edificio tenía que proporcionar espacio para apartamentos, los edificios no podían ocupar bloques enteros, sino que tenían que romperse en estructuras de conexión separadas, y la oficina del Senado podría vetar cualquier proyecto. Asimismo, según palabras de Stimmann, estas normas deben entenderse como una reacción ante el temor de que se cree una situación caótica, resultado tanto de las ambiciones de inversores privados y arquitectos, como del conflicto de intereses entre el sector privado y la administración pública.
Los principales ejemplos de reconstrucción crítica en Berlín son la Potsdamer Platz y la Alexanderplatz. Uno de los proyectos más polémicos fue la demolición del Palacio de la República, antigua sede del parlamento de la RDA, con el finde reconstruir la fachada barroca del antiguo Palacio Real de Berlín, la que fue residencia principal de los Hohenzollern desde el siglo XVIII hasta la caída del Imperio alemán en 1918.
Kleihues explicó etimológicamente la reconstrucción crítica: “el término crítico (kritisch) tiene  su origen en el verbo "krinein" del griego antiguo y significa separar, decidir y juzgar. Un sustantivo derivado de este verbo es “krisis”: decisión o cambio significativo. La palabra reconstrucción (Rekonstruktion) aparece por primera vez en Alemania en el siglo XIX, cuando se empieza a restaurar edificios antiguos siguiendo las reglas de número, medida y proporción de la tradición europea”.

## Debate

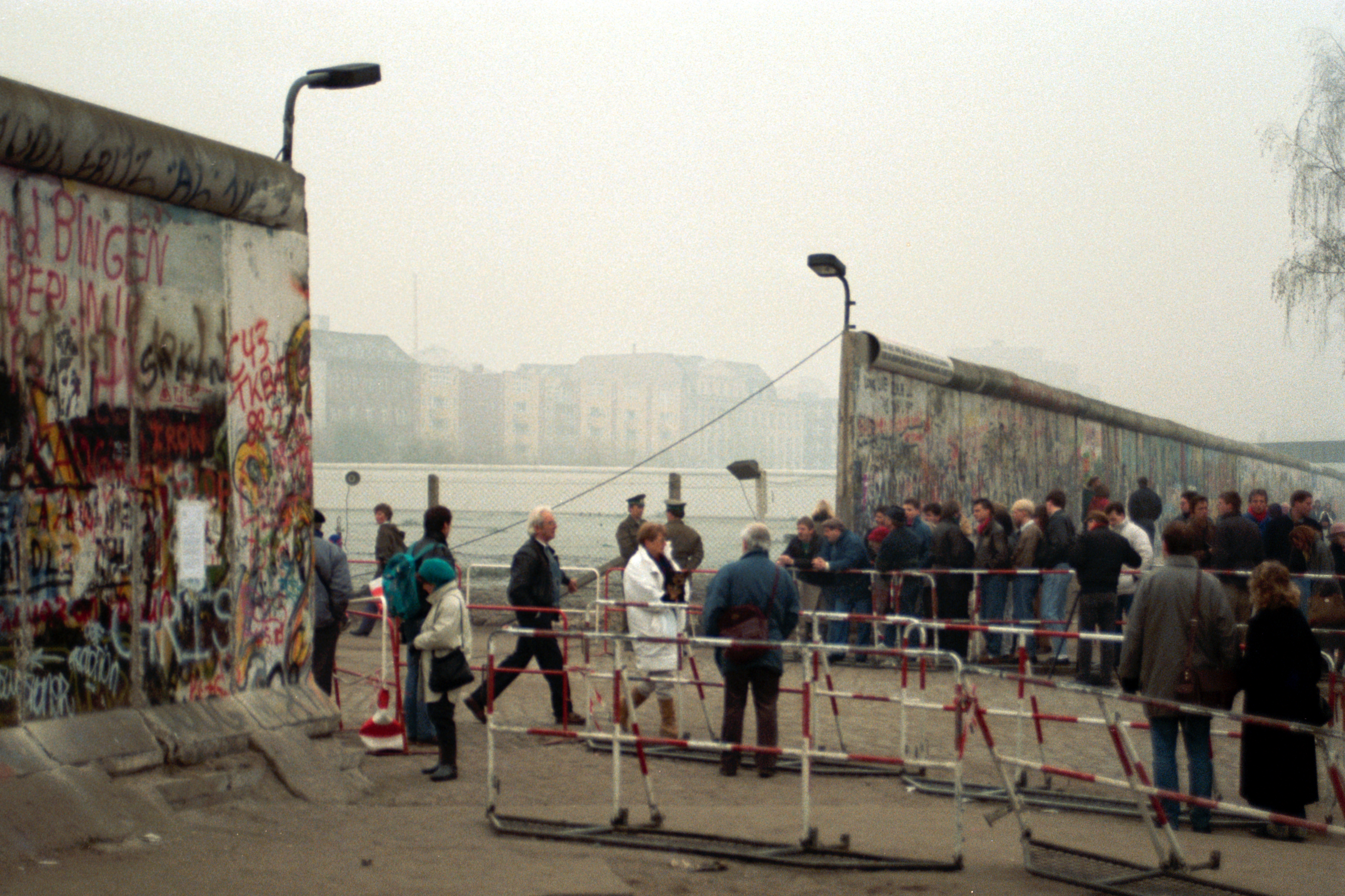
La Potsdamer Platz el 21 de noviembre de 1989.

A la Caída del Muro de Berlín, la planificación urbana de Berlín Oeste acababa de llegar a una etapa en la que la reparación (en contraste con la "rehabilitación") de la ciudad se había convertido en una política oficial bajo la estrategia de la reconstrucción crítica. A partir de 1990, las nuevas autoridades se distanciaron además de la idea de un plan urbano unificado para las mitades oriental y occidental de Berlín. En consecuencia, el proceso de reconstrucción de Berlín vino acompañado de líneas divergentes de pensamiento, con un enfoque específico en temas como la evolución de los conceptos de reconstrucción crítica y renovación urbana suave. El enfrentamiento tuvo lugar entre neotradicionalistas, por un lado, y varios vanguardistas, por el otro, pero la doctrina de la reconstrucción crítica dominó este debate, y más que una designación académica devino un criterio para la toma de decisiones políticas.
La reconstrucción crítica y su atracción por la arquitectura del pasado imperial, como un ataque a los desarrollos modernistas de la posguerra de la Segunda Guerra Mundial, fue vista por sus detractores como un enfoque conservador para la reconstrucción de la ciudad. Sin embargo, sus defensores sostuvieron que no consistía en la reconstrucción nostálgica de la ciudad histórica, sino en la reconstrucción de la ciudad moderna, acorde con modelos urbanísticos y arquitectónicos para el Berlín del siglo XXI. Ese enfoque se basaba en el punto de vista de que la reconstrucción debería tener una relación con su legado histórico, a través del análisis de las escalas y las proporciones del pasado. Su principal defensor ha sido el historiador de la arquitectura Dieter Hoffmann-Axthelm, quien ha ubicado la "esencia" de Berlín en la estructura de bloques del siglo XVIII de Friedrichstadt.
El más dramático de los debates se desarrolló en el sitio del antiguo Palacio Real, bombardeado durante la guerra, y que el gobierno de la Alemania Oriental tomó la decisión de demoler. El lugar se utilizaba solo como estacionamiento hasta la década de 1970, cuando se erigió el Palacio de la República que fue la sede de la Cámara Popular de la Alemania Oriental. Así como Berlín Este erradicó el palacio prusiano, la eliminación del palacio de la Alemania Oriental fue interpretado por sus detractores como el segundo intento de dejar de lado un régimen desfavorable. También existe un desacuerdo sobre si el proyecto es parte de una campaña para rehabilitar la memoria del militarismo de Prusia y el Káiser Guillermo II de Alemania.

## Características
Dos elementos destacarían la transformación de Berlín. Primero, los objetivos de la política urbana apuntaban al futuro y no a problemas ya solucionados de higiene, infraestructuras sociales, transporte, etc. Segundo, tomando en cuenta las limitaciones de la administración municipal en cuanto a su capacidad de controlar los procesos urbanos, Berlín buscó un ejemplo de un acoplamiento de política y mercado al servicio de la urbanización.
Bajo el programa de la reconstrucción crítica, los nuevos edificios se ajustan a la altura tradicional (22 metros) y están codificados para contener un cierto porcentaje de mampostería en la fachada. A la altura máxima se sumó la prohibición de crear fachadas de muro cortina.
La drástica ordenación urbanística se encargaría de uniformizar el Berlín Este y el Berlín Oeste a pesar de que contaban con diferentes redes de saneamiento. La  reconstrucción crítica quiso desarrollar una estructura urbanística diferenciada que se articula de la siguiente manera:
- Respetar y reconstruir la red histórica de calles, sus ejes de vista y plazas históricas.
- No hay que construir por encima de los 22 metros de altura de alero y 30 metros de cumbrera.
- Para obtener una licencia de obra, es necesario garantizar que el 20% de la superficie construida esté dedicado a viviendas.
- El objetivo de la nueva construcción es la casa urbana ocupando sólo una única parcela. El tamaño máximo de una parcela es la manzana.

Adicionalmente, Kleihues añadió a las características de la reconstrucción crítica ya existentes otras reglas, como:
- la acentuación de la horizontalidad en la fachada de piedra natural;
- la composición clásica de una zona-zócalo utilizada para tiendas, una zona principal, donde se encuentran las oficinas, y una zona de ático, con dos niveles para viviendas;
- los edificios se deben agrupar en torno a unos patios centrales con distintas funciones.

El palacio es parte del movimiento de reconstrucción crítica de Berlín para corregir las decisiones de modernismo urbano más drásticas tomadas en la ciudad de la posguerra de la Segunda Guerra Mundial, particularmente en su mitad oriental.
Ese plan, forjado por quien fuera durante quince años su arquitecto jefe, Hans Stimmann, a partir del concepto de «reconstrucción crítica» desarrollado por Josef Paul Kleihues para la Exposición Internacional de Arquitectura de 1984-1987, ha rehecho Berlín sobre los planos anteriores a la II Guerra Mundial, como si esta y la etapa comunista no hubieran existido, e imponiendo unas rígidas normas de edificación que vetaban, por ejemplo, el uso del vidrio en las fachadas y limitaban la altura de los edificios salvo en casos muy concretos, como la Potsdamer Platz, en la que se abrió la mano para seducir a las tres multinacionales que sufragaron el proyecto.

## Antecedentes

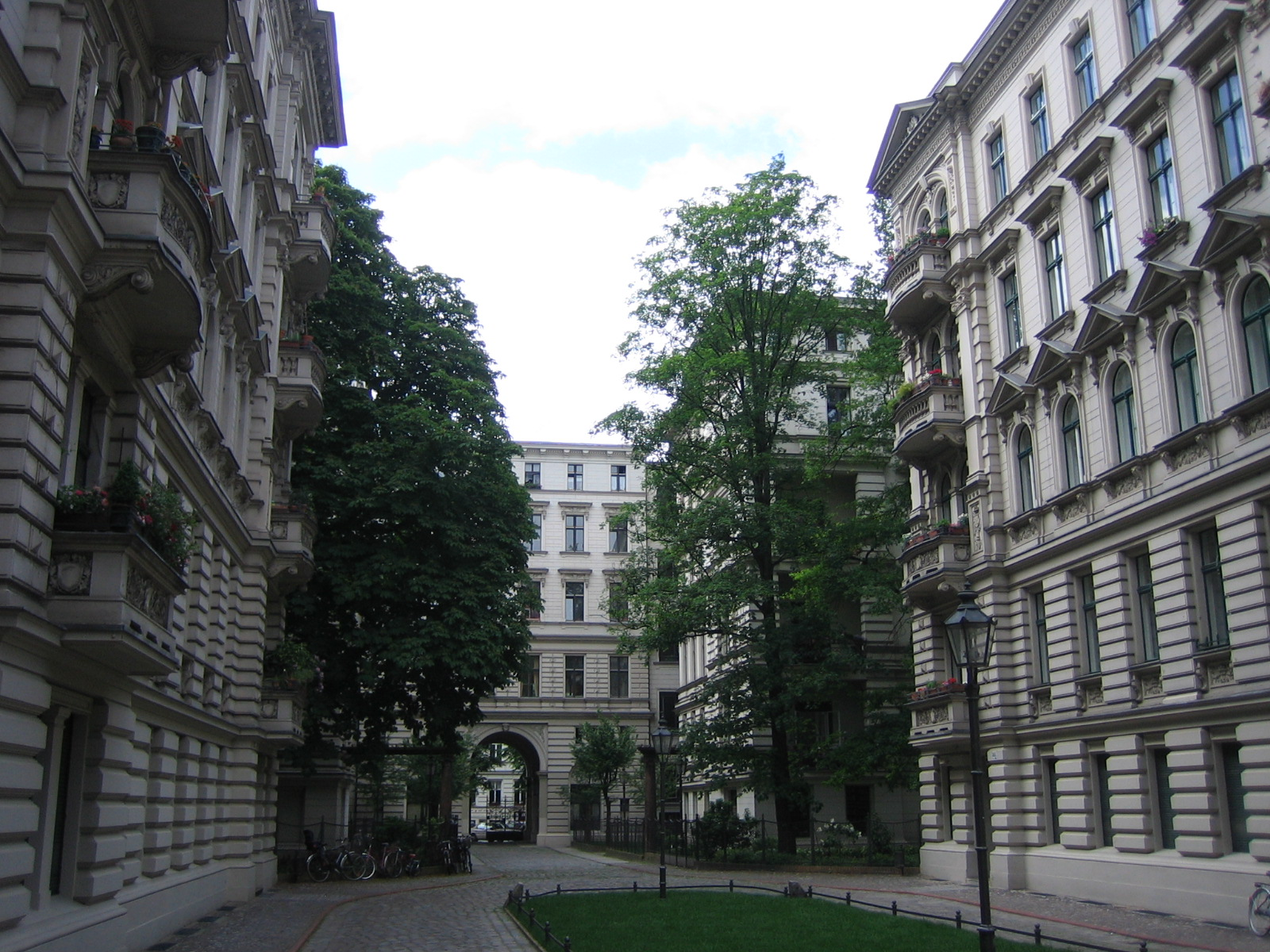
El Riehmers Hofgarten es un complejo de edificios de la era Gründerzeit de Berlín. Construido entre 1881 y 1899, consta de 18 edificios de cinco pisos alrededor de un patio interior.

Desde 1991, Berlín ha experimentado un período de expansión, similar al que siguió a la guerra franco-prusiana (1870-1871), que terminó con la proclamación del Imperio alemán. Entonces, el auge económico, llevó a una ola de expansión urbana impulsada en un proceso conocido como Gründerzeit (la era de los fundadores) que se desarrolló en medio de la industrialización de la ciudad en la época de los llamados "constructores millonarios", que erigieron bloques de viviendas de cinco pisos en la ciudad. Las redes de calles se ampliaron y se construyeron los principales edificios necesarios para el gobierno.
En ambos casos, el rápido crecimiento en la construcción fue acompañado por una considerable especulación inmobiliaria. Sin embargo, a diferencia de Gründerjahre, la expansión reciente se caracteriza por la despoblación en centro de la ciudad. Además, de su industria anterior solo queda una parte menor, y Berlín está en proceso de convertirse en un centro de la industria de servicios.
Kleihues había estudiado arquitectura en las universidades de Stuttgart y Berlín y en la Escuela de Bellas Artes de París. Su profesión, sin embargo, la ejerció sobre todo en Berlín, donde ya en 1962 -un año después de la construcción del muro- abrió un estudio de arquitectura. Ya su primer proyecto importante, un conjunto de viviendas construido en un barrio obrero en 1973, fue programático al reinstaurar como unidad territorial la clásica manzana, limitar la altura del edificio a los 22 metros que desde el siglo XIX impera en la capital alemana e incorporar también el clásico patio interior. Era el retorno a la "ciudad europea", promovido también por otros arquitectos, como Aldo Rossi.

### Exhibición Internacional de Urbanismo (IBA)

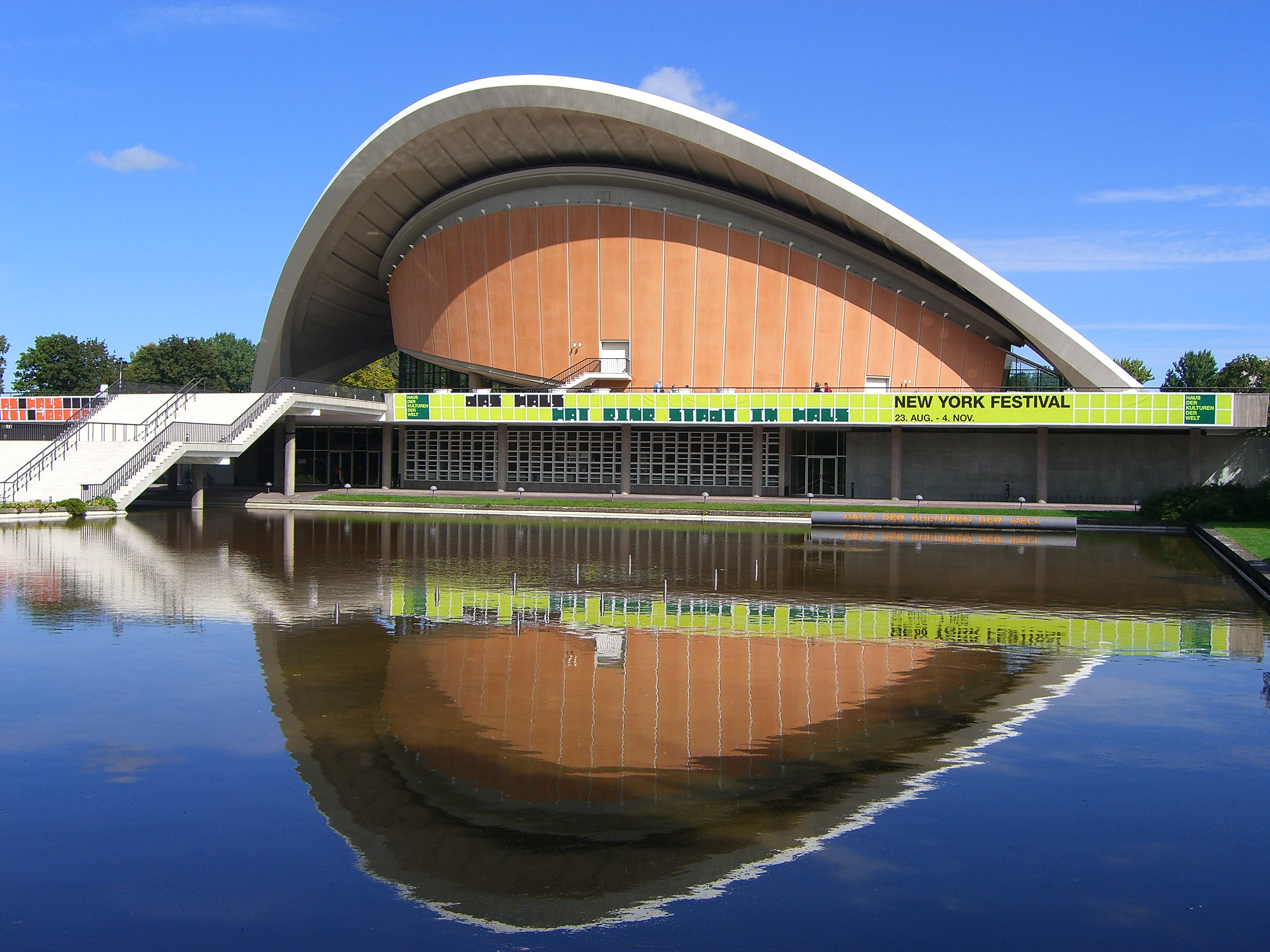
Palacio de Congresos de Berlín (Haus der Kulturen der Welt).

En 1957, la Exposición Internacional de Berlín (InterBau) trabajó sobre el concepto «La ciudad del ayer». Dos décadas más tarde el arquitecto berlinés Josef Paul Kleihues propuso y ejecutó la Reconstrucción crítica de Berlín. Kleihues formuló el concepto en el programa de la Exhibición Internacional de Urbanismo (IBA) en los años 1980. Se refería sobre todo a la recuperación (reconstrucción) de la ciudad en el sentido histórico-cultural de la tradición europea, como un lugar para vivir y no solo como una ciudad de oficinas.
Entre 1979 y 1987, durante IBA se llevaron a cabo 28 concursos de arquitectura con el objetivo de recuperar el centro urbano como zona residencial. La IBA nació de la preocupación de que en Berlín Oeste su centro comercial y social se estaba desplazando hacia el oeste alejándose del muro. Los arquitectos dirigidos por Kleihues también manifestaron estar alarmados de que los planificadores urbanos tanto en el este como en el oeste de Berlín estaban "deconstruyendo" la "ciudad europea" al construir amplias avenidas y viviendas alejadas de los lugares de trabajo. Consideraban que el modernismo había ido demasiado lejos, por lo que favorecieron lo que llamaron "reconstrucción crítica" de Berlín.
En esa época el Consejo de Europa contribuyó a la imposición en el continente de principios de desarrollo urbano como la protección de localidades históricas, la cuidadosa conversión del tejido urbano y reutilización de viejos edificios, así como la reconstrucción de edificaciones destruidas. Además promovió la limitación del tránsito motorizado y promoción del tránsito peatonal, y abogó también por la recuperación del espacio público, la mixtura en los usos de suelo, etc. Una importante consecuencia de esta campaña fue la emergencia la reconstrucción crítica. Entre los principios básicos, la reconstrucción crítica contaba sobre todo la restauración de calles históricas, fachadas y principios tradicionales de diseño urbano referentes a alturas, anchos de calles y de veredas.
IBA’87

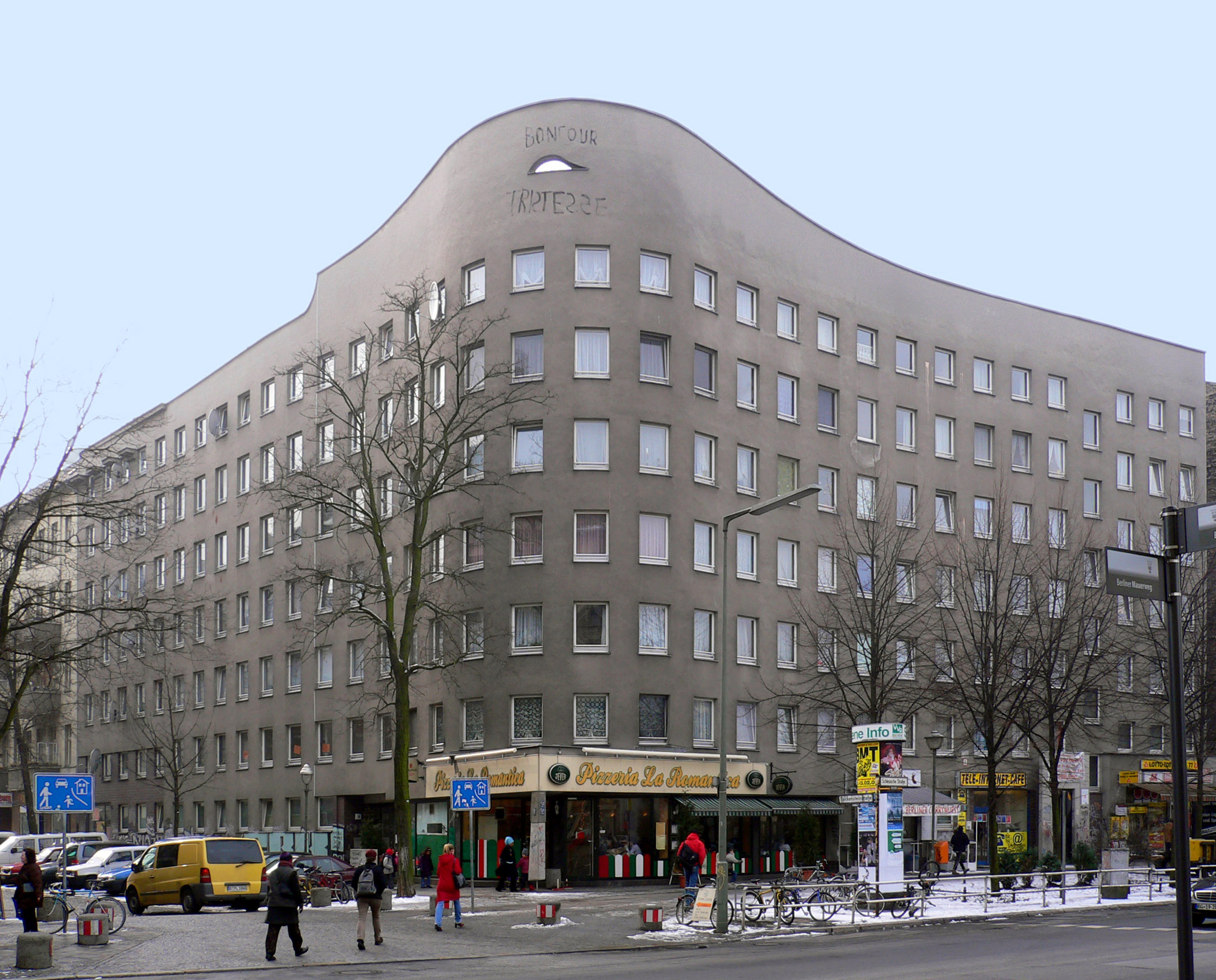
Bonjour Tristesse, proyecto de vivienda social de Álvaro Siza para el IBA’87. Encargado en 1980, fue diseñado con un enfoque en la renovación urbana suave y reconstrucción crítica.

El objetivo de la edición IBA de 1987 era desarrollar y revitalizar las "áreas de demostración" seleccionadas en Berlín Oeste siguiendo el concepto de reconstrucción crítica donde los nuevos edificios se basaron en la historia en su ubicación respectiva. El urbanismo y la arquitectura durante la temporada crucial que siguió a la caída del muro, con el patrimonio intelectual y metodológico IBA 1987, del cual el concepto de reconstrucción crítica es la característica más importante. IBA 1987 incluyó diversos estilos de construcción, ya que diseñadores como Álvaro Siza, Arata Isozaki, Rem Koolhaas y Oswald Mathias Ungers experimentaron con el emblemático bloque de viviendas de cinco pisos de Berlín. Fue Kleihues quien la dirigió la muestra y quien convenció a participar en ella a dichos arquitectos.
La IBA’87 fue un plan urbanístico y arquitectónico del senado de Berlín Oeste emprendido con el fin de recuperar el uso residencial en el centro de la ciudad. Compuesta de dos partes:
- La IBA nueva (IBA Neubau), bajo el título “la reconstrucción crítica” y dirigida por Kleihues, pretendía integrar construcciones contemporáneas en la trama de la ciudad histórica que había sobrevivido a la Segunda Guerra Mundial.
- La IBA vieja (IBA Altbau), dirigida por el arquitecto Hardt-WaltherrHämer, y titulada la “renovación urbana cuidadosa” (Behutsame Stadterneuerung), se centraba en la rehabilitación de edificios existentes.

## Desarrollo

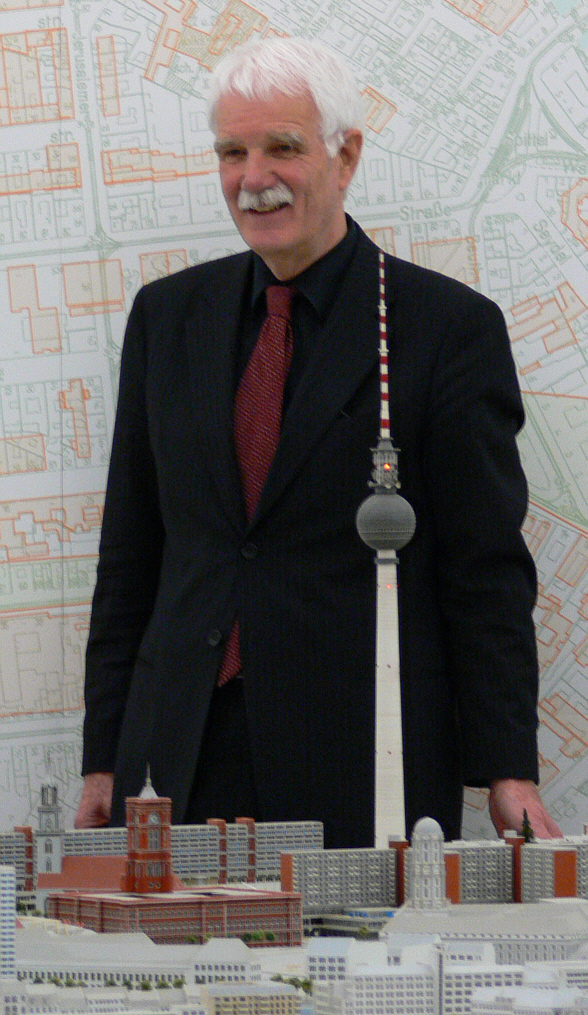
Hans Stimmann frente al modelo de Berlín de la RDA de 1989.

El postulado de la reconstrucción crítica no sólo se mantuvo al pie de la letra tras la reunificación de la ciudad, sino que fue adoptado como doctrina oficial por la administración pública. Así, la reinvención de Berlín acabó sujeta a un sinfín de directrices pensadas para asegurar la homogeneidad urbanística del siglo XIX.
La especialista en arquitectura alemana Wallis Miller, ha afirmado que “la sección de nuevos edificios para la «reconstrucción crítica de la ciudad» empezaba generalmente con un concurso por invitación para diseñar las distintas manzanas y terminaba con la asignación a los arquitectos invitados de los edificios particulares en cada una”.
La reconstrucción crítica, debía llevarse a cabo con conservadurismo en la planificación urbana a través de la arquitectura contemporánea, no a través de la repetición de los edificios demolidos. Este principio también se mantuvo cuando se le dio una base urbana amplia bajo la planificación de Berlín de Stimmann. Fue solo cuando se le preguntó sobre el diseño del centro de la ciudad que la reconstrucción crítica recurrió a una reconstrucción histórica.
La renovación, adquirió un ritmo acelerado gracias al nombramiento de Hans Stimmann, como director de obras públicas de la ciudad en 1991, quién extendió la filosofía de la Behutsame Stadterneuerung a toda la ciudad, llevando el término reconstrucción crítica para describir su enfoque hacia la reparación de la dañada estructura de Berlín. Durante la década de 1980, Stimmann era miembro del Partido Socialdemócrata de Alemania (SPD) y estaba era especialista en Berlín Oeste de Berlín Este dentro de la IBA. Por eso, cuando se derrumbó el muro se convirtió en una figura fundamental y fue llamado por su partido para asumir la tarea de inventar nuevos instrumentos de planificación para Berlín unificado.
La cuestión de cómo desarrollar un Berlín unificado se guio por un marco "Planwerk Innenstadt" de Stimmann en tanto que Director de Construcción del Senado de la ciudad. Así se reintrodujo el concepto de reconstrucción crítica para el Friedrichstadt, la Potsdamer Platz, el área de Lehrter Bahnhof y el Spreeinsel. Stimmann reunió a arquitectos de renombre para trabajar en la ciudad, al tiempo que les daba pautas rígidas de reconstrucción crítica a las que les pidió que se conformaran. Hasta 2006, Stimmann fue el responsable de planificación urbana dentro del gobierno local de Berlín.
También en sus propios edificios, Kleihues se sometió al canon que había contribuido a crear. Por su gestión fue conocido como el "regente" y el "arquitecto con permiso de construcción incorporado". Poco antes de su muerte, aún estaba empeñado en crear en la capital alemana un archivo arquitectónico en la Academia de arquitectura de Berlín, un edificio diseñado en la primera mitad del siglo XIX por Karl Friedrich Schinkel, artífice del Berlín prusiano.
El objetivo elegido por el gobierno de la ciudad era recrear una edad anterior que eliminara las referencias a las eras nocivas del pasado reciente. Siempre que sea posible, quieren restaurar los patrones de calles y las líneas de construcción anteriores a la guerra.
La suma total invertida en la reconstrucción de la capital entre 1990 y 2000 ascendió a una suma equivalente a 150 000 millones de euros.

### Plazas de Leipzig y Potsdam

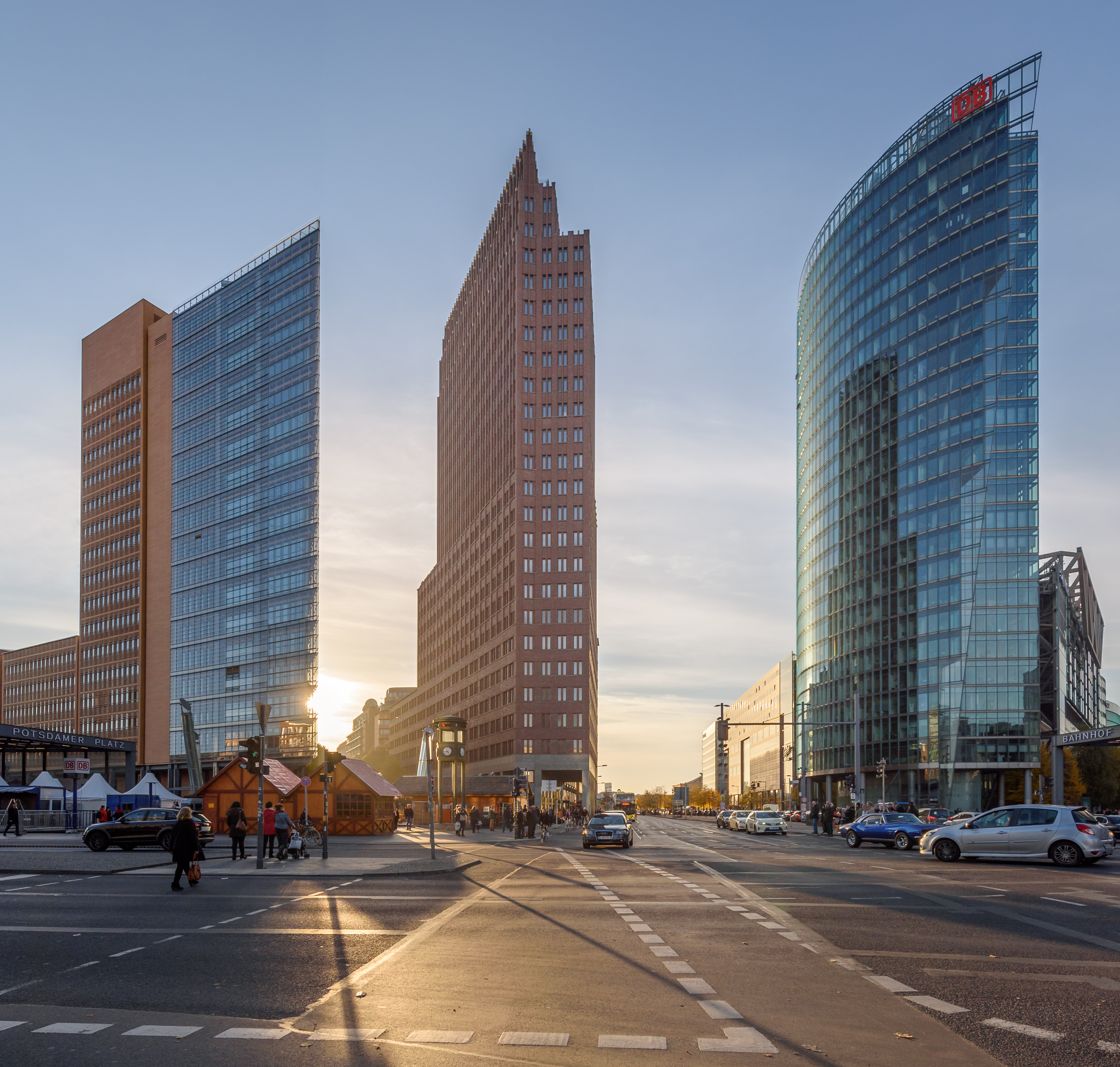
Forum Tower, Torre Kollhoff, BahnTower en la Potsdamer Platz, donde las limitaciones de la altura de los edificios no se aplicaron.

Este sector fue el escenario más de moda e internacional durante los años 1920. La Potsdamer Platz –que nunca fue exactamente una plaza ni tampoco lo es ahora– quedó totalmente destruida durante la Segunda Guerra Mundial, ha terminado su resurgimiento en 2004. Fue allí donde comenzó el rediseño de Berlín, en un área que fue dividida en cinco distritos que llevan el nombre de una marca o grupo empresario multinacional. La primera piedra de esta reconstrucción crítica fue colocada en el distrito Daimler, empresa que poco antes de la caída del Muro había adquirido un solar al ayuntamiento en la Postdamerplatz.
En la reconstrucción participaron arquitectónicos de renombre como Renzo Piano, Rafael Moneo y Arata Isozaki. Se ha construido el Beisheim Center, un complejo de oficinas y apartamentos bautizado así en honor a Otto Beisheim. La inauguración del Hotel Ritz-Carlton (2004) -una de sus piezas centrales- da por finalizada la total recuperación de la Potsdamer Platz, convertida nuevamente en uno de los centros neurálgicos de Berlín.

### Distrito gubernamental

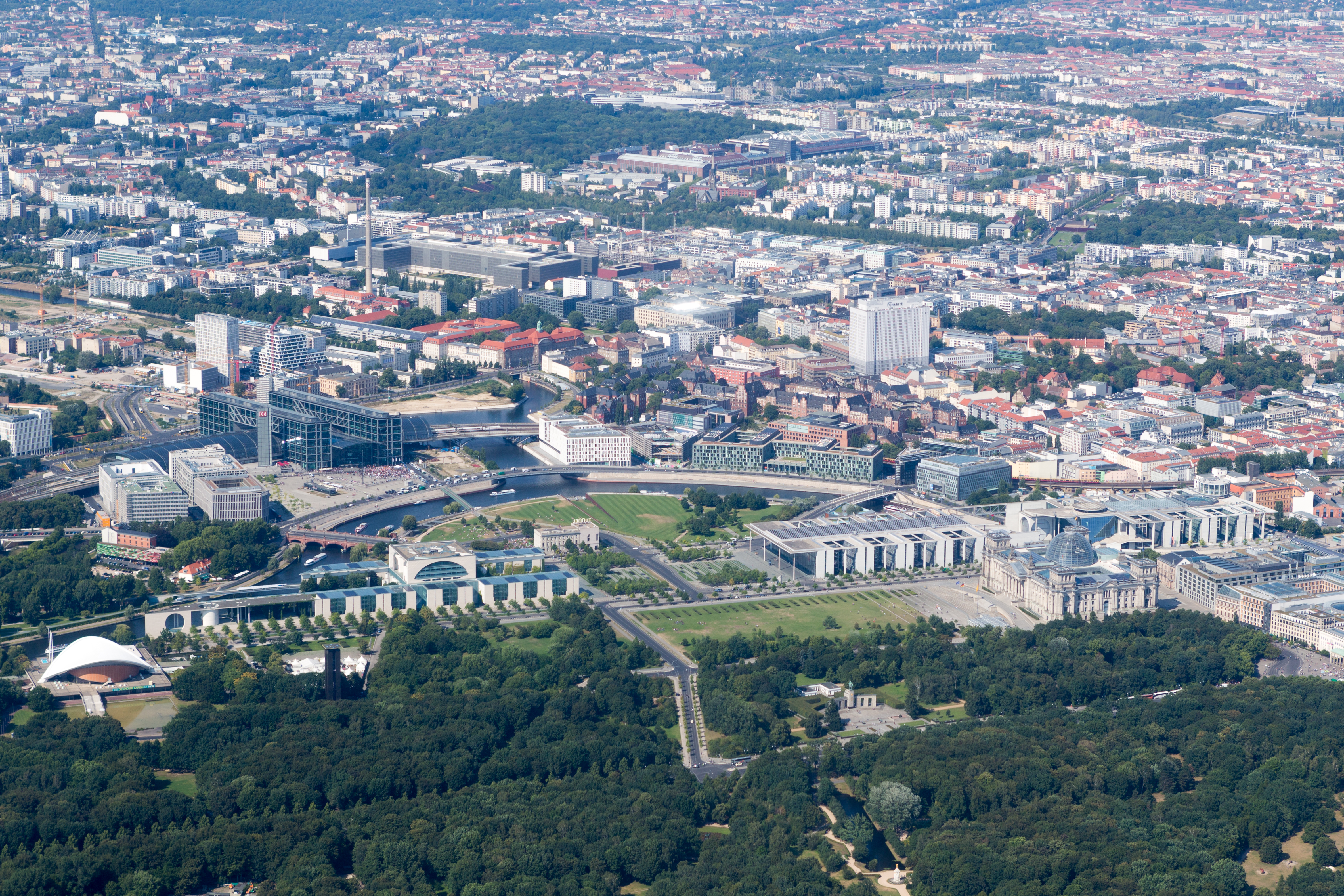
Regierungsviertel: Complejo Parlamentario, Cancillería y Estación Central.

Tras la decisión de trasladar la capital federal de Bonn a Berlín, se iniciaron diversos proyectos para construir nuevos edificios que acogieran las sedes de las principales instituciones del país. La obra más emblemática fue la remodelación completa del interior del histórico edificio del Reichstag, así como la restauración de su fachada y la construcción de una cúpula con nuevo diseño moderno, marcadamente diferente a la original. El edificio cuenta con un salón principal de 30 m de alto, transparente y funcional. Desde la Plaza de la República se observa la puerta oeste del edificio que opera como recibidor para los visitantes, que en caso de no estar inscritos, llegan directamente a la terraza, que ofrece una panorámica sobre los edificios vecinos y un acceso a la cúpula. Las sensibilidades sobre la historia del Reichstag se han tenido en cuenta en la reconstrucción crítica del edificio. La nueva cúpula del Reichstag del arquitecto Norman Foster pretende encarnar la idea de una democracia transparente ya que tras las paredes de vidrio se encuentra el salón oeste, desde donde se puede ver el hemiciclo.

Puente sobre el río Spree uniendo los edificios Löbe y Lüders.

Band des Bundes (lazo de la federación)
Cerca de allí, en el lado norte se levantaron tres edificios complementarios, que completan lo que se conoce como complejo parlamentario. Entre ellos, el edificio Paul Löbe acoge las salas de deliberaciones y los despachos de los diputados. El otro edificio, el Jakob Kaiser alberga el palacio histórico del presidente del Reichstag, los servicios parlamentarios y el despacho del Bundestag. Por último está el edificio Marie-Elisabeth Lüders que se levanta en la ribera este del Spree, alineado con el edificio Paul Löbe, al que está unido por un puente peatonal. Su rotonda alberga la sala de la comisión de asuntos relativos a la Unión Europea (UE). Este edificio acoge la Biblioteca del Bundestag que dispone de un fondo bibliográfico de 1,5 millones de volúmenes.
Frente al edificio Paul Löbe, el arquitecto Axel Schultes diseñó el edificio de siete pisos de la cancillería federal inaugurado en 2001. La oficina del jefe del gobierno de 140 m² tiene vista directa hacia el Parlamento. Sobre un terreno de 70 000 m² alberga 400 oficinas y espacios verdes. Un corredor subterráneo une al Paul Löbe, el Reichstag y el Jakob Kaiser.
La Estación Central

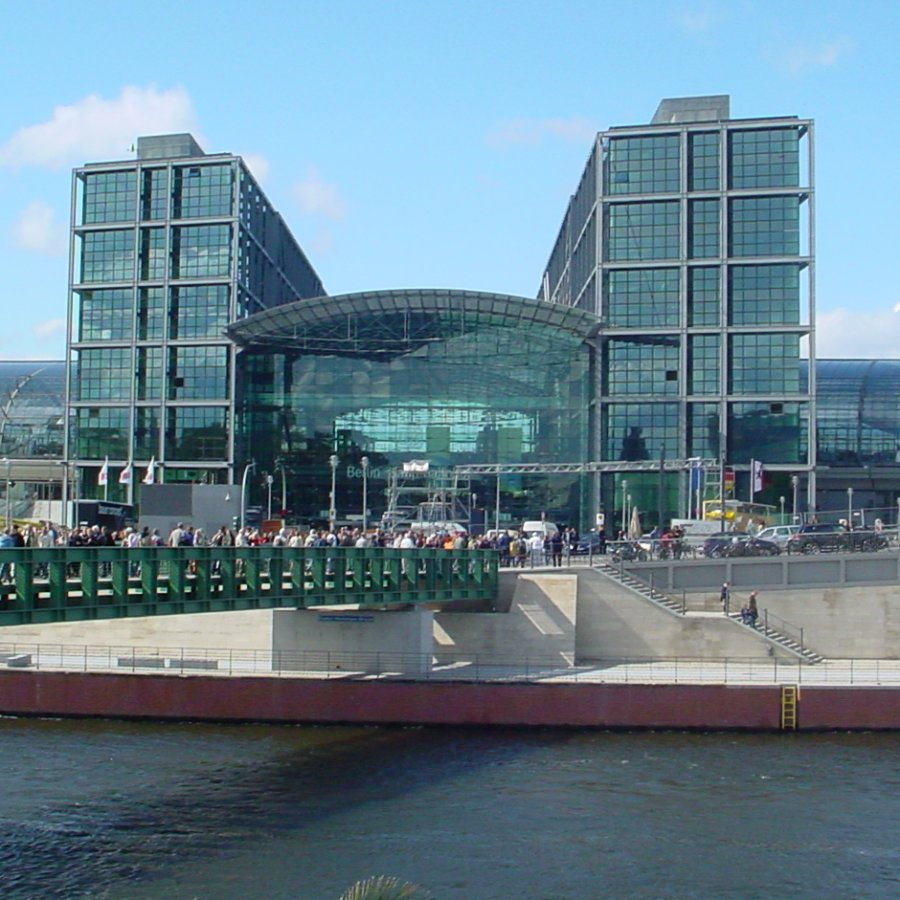
Estación Central.

Se han remodelado las estaciones de tren y de metro, y en mayo de 2006 fue inaugurada la Estación Central de Berlín que será el motor de desarrollo de esta zona, con un plan de urbanización que mantiene un equilibrio entre oficinas, hoteles, comercios, viviendas y zonas verdes. Junto con esta estación se inauguraron otras cuatro en el eje norte-sur y este-oeste de Berlín, para completar el nódulo de transporte más grande de Europa. El edificio no corresponde con los principios de reconstrucción crítica por lo que el arquitecto Daniel Libeskind afirmó en una entrevista que Stimmann le había dicho: “Si hubiera estado en el poder solo un mes antes, el edificio nunca habría recibido el permiso de construcción”.

### De la Puerta de Brandeburgo al Viejo Berlín

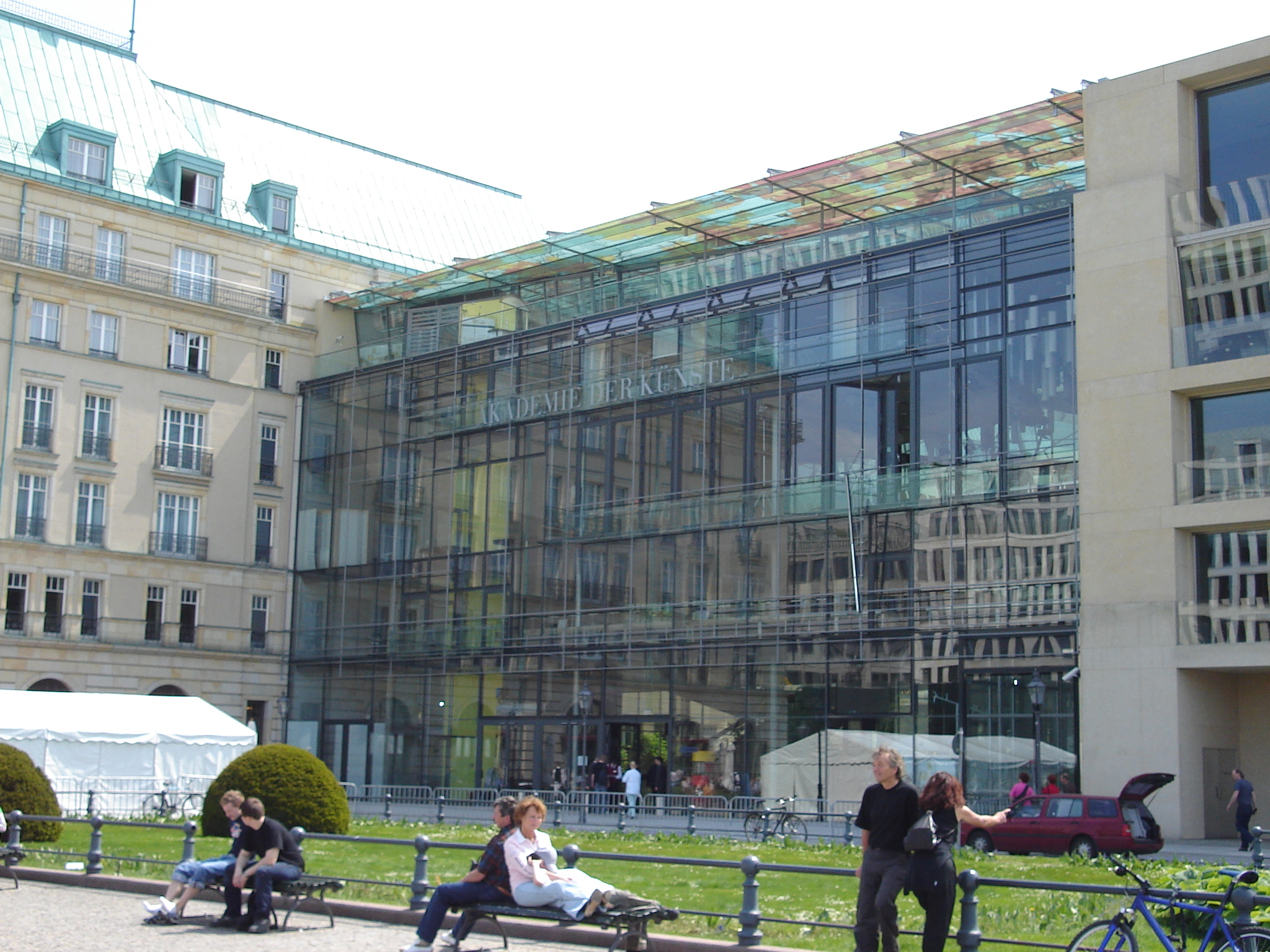
Academia de las Artes.

Algunos metros en dirección sureste del Reichstag se encuentra la Puerta de Brandeburgo con su cuadriga, icono de la ciudad. A partir de ahí se marca un eje que se extiende entre la plaza de París y la Alexanderplatz, donde se han construido varios edificios destacados.

#### Plaza de París
En la plaza de París, lugar emblemático de la historia berlinesa, destaca la embajada de Francia, reconstruida en el mismo lote (ampliado) que ocupa desde que en 1860, Napoleón III comprase un edificio que acogería la representación diplomática de Francia. La construcción fue destruida durante la Segunda Guerra Mundial y el terreno estuvo desocupado hasta que en los años 1990, Francia inició la construcción de su nueva embajada, obra de Christian de Portzamparc, e inaugurada en 2003 con motivo del cuadragésimo aniversario del Tratado del Elysée. En el mismo costado de la plaza esta la casa Max Liebermann que fue reconstruida en el sentido de la reconstrucción crítica sobre la base del modelo histórico.
Al otro lado de la plaza se halla la Academia de las Artes de Berlín, inaugurada en mayo de 2005. De esta forma la institución regresó a su emplazamiento histórico. Tras años de polémicas la sede volvió a abrir fiel a los principios de la reconstrucción crítica. Con un coste aproximado de 60 millones de euros, el diseño del edificio estuvo a cargo del arquitecto Günter Behnisch. Justo al lado de la Academia está el Hotel Adlon, inaugurado originalmente en 1904. Este hotel se convirtió en uno de los más reputados de la ciudad. Aunque sobrevivió en buenas condiciones a la Segunda Guerra Mundial, fue demolido en 1984. El nuevo edificio fue terminado en 1997 conservando el diseño original de las fachadas.

#### Bajo los Tilos

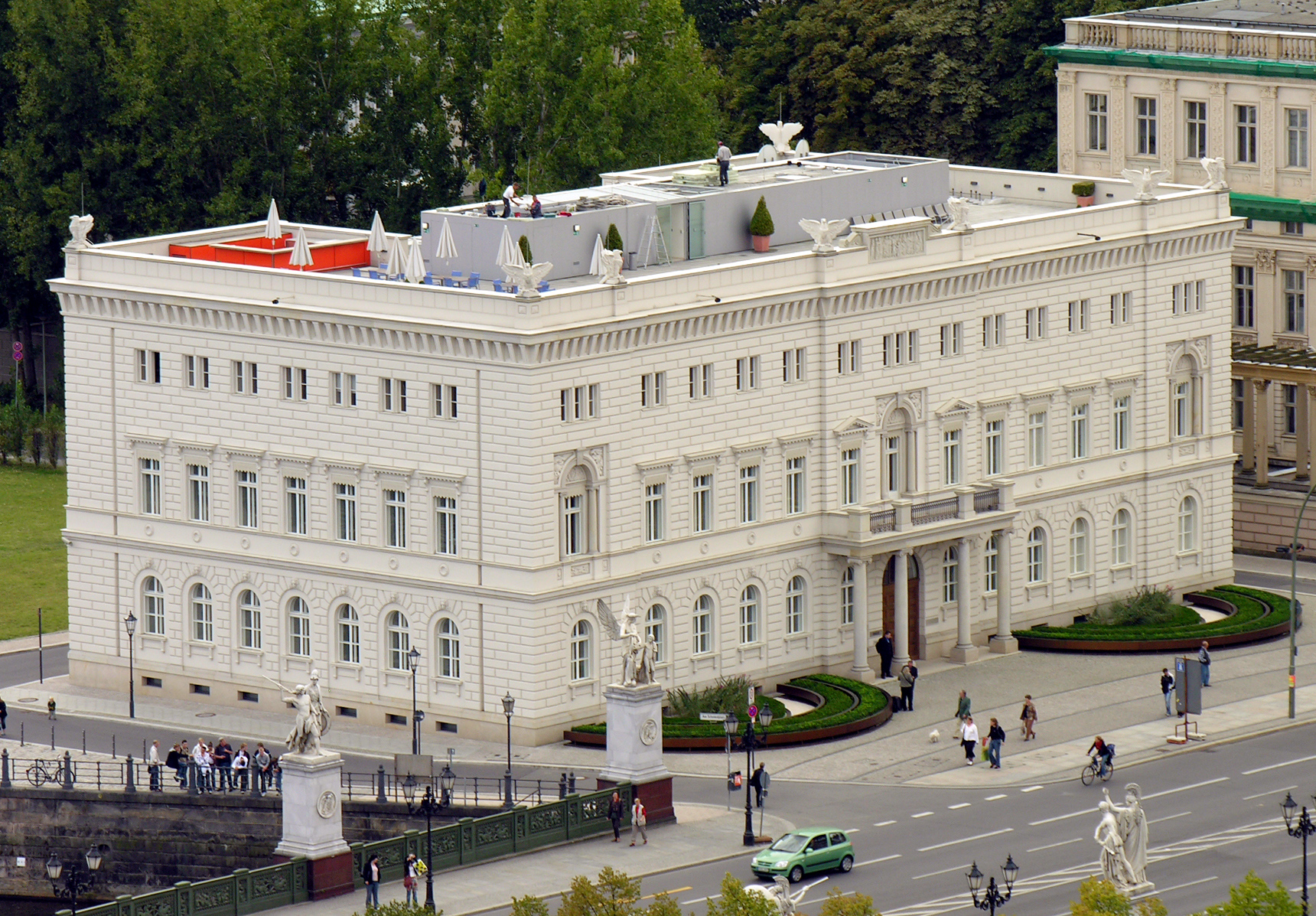
Alte Kommandantur.

Siguiendo por la avenida Bajo los Tilos (Unter den Linden), se encuentran importantes edificios que han sido restaurados, como el Museo de Historia Alemana, donde se proclamó la Declaración de Berlín en 2007, y otros edificios que han sido reconstruidos por completo, como el Kommandantenhaus (Alte Kommandantur), que a pesar haber sufrido daños de guerra menores, fue demolido en la década de 1960 y en su terreno fue construido el Ministerio de Relaciones Exteriores de la RDA, que a su vez también fue demolida en 1995. En febrero de 1999 que el canciller Gerhard Schröder ordenó encontrar un inversionista para la reconstrucción del edificio. Es así que tras haber reconstruido tres costados de su fachada en 2005, el edificio es sede no principal del grupo Bertelsmann. Frente a este edificio se planea reconstruir la Academia de arquitectura de Berlín, obra maestra de Friedrich Schinkel, quien diseñó casi todos los edificios importantes de la primera mitad del siglo XIX en Berlín.

#### Isla del Spree

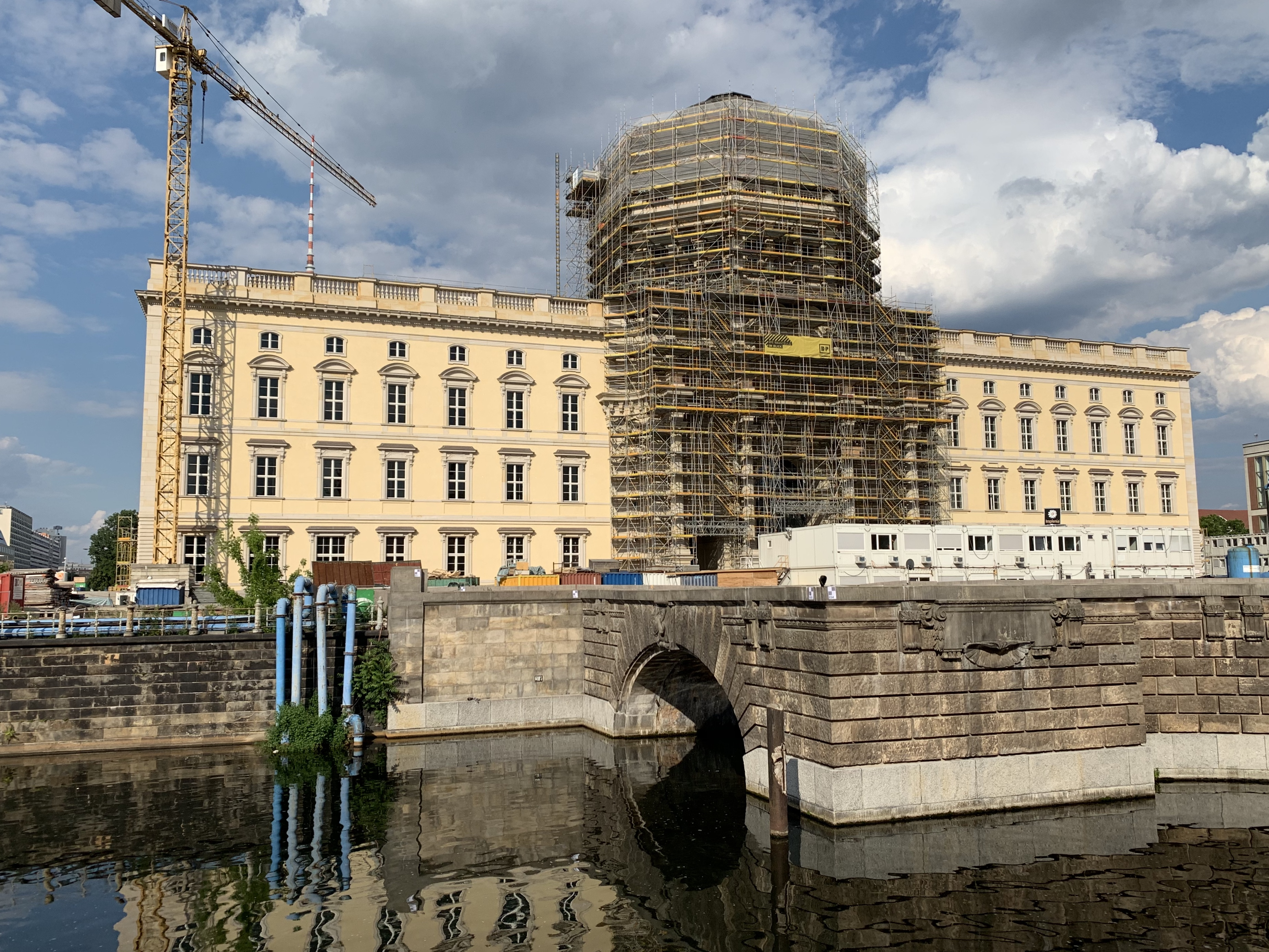
Reconstrucción del Palacio Real de Berlín (2019).

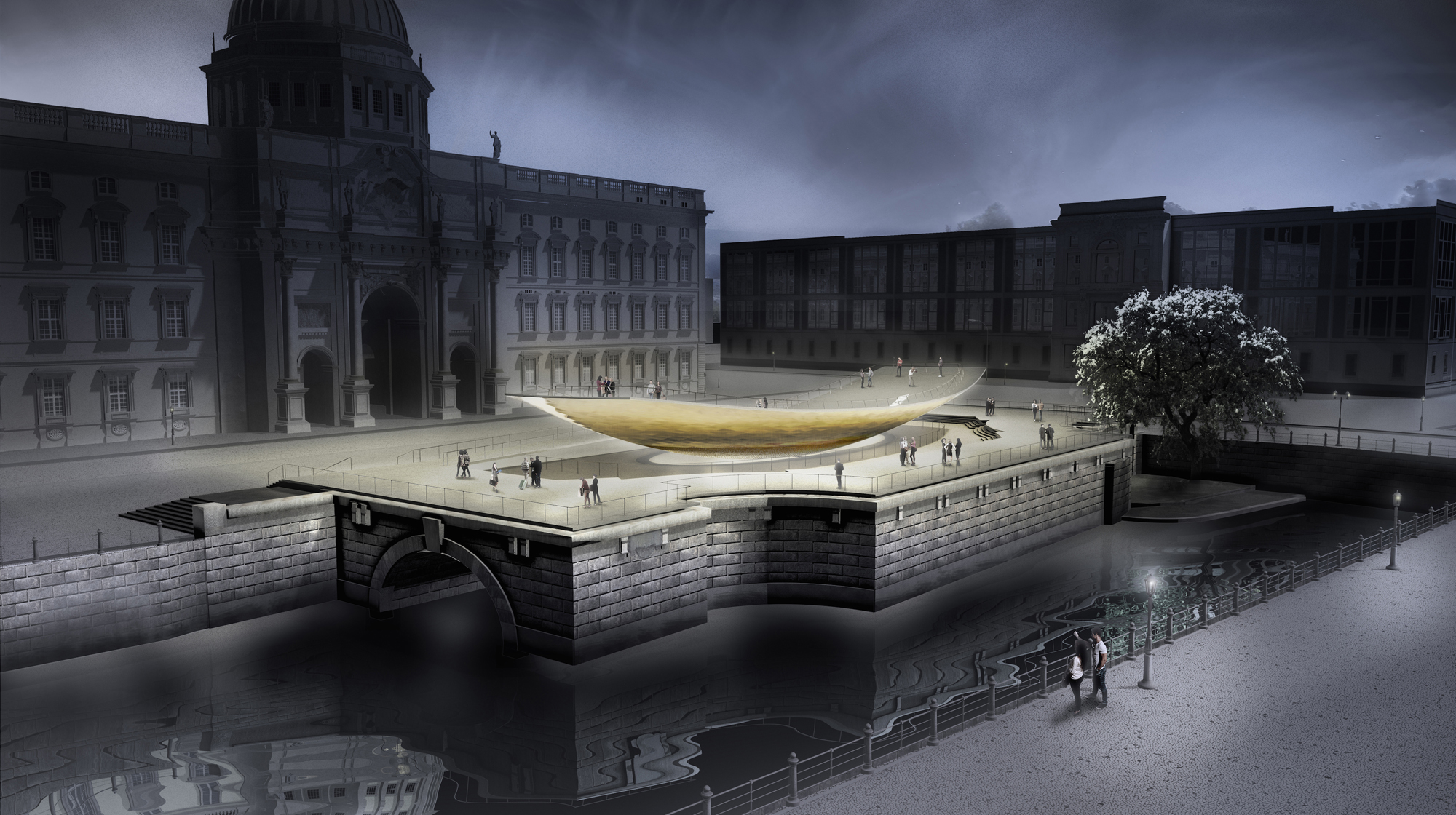
Proyecto de Monumento a la Libertad y la Reunificación.

Al otro lado del río, la avenida pasa a llamarse Karl-Liebknecht-Straße y conduce a la Isla del Spree en cuya ribera meridional actualmente se reconstruye el Palacio Real de Berlín de la Dinastía Hohenzollern que se levantaba en esta ciudad y que fue destruido en 1950, siendo reemplazado en los años 1970 por el Palacio de la República (edificio en que la RDA votó para unirse a la República Federal) que fue a su vez demolido en 2008. El parlamento alemán decidió entonces reconstruir el palacio en su antigua ubicación bajo la política de reconstrucción crítica, como un símbolo de unidad para la nación.
Este proyecto contempla la creación del "Humboldt Forum", salas para exposiciones temporales de los museos de Berlín y una estación de metro en el interior del nuevo edificio, en el que tres de sus fachadas serán una copia exacta de las originales. El coste total de la obra se calcula entre 500 y 800 millones de euros. De esta cifra 80 millones corresponden al coste de la fachada, que será financiada a través de donativos de particulares. Cada donante adquirirá el derecho a que una piedra de la construcción lleve inscrito su nombre. Esta parte de la obra será realizada utilizando las mismas técnicas que se emplearon en la construcción original.
En el costado norte de la isla, la reunificación alemana abrió la oportunidad de unir las colecciones que habían sido divididas entre el este y el oeste. Así, el plan maestro para la remodelación de la Isla de los Museos (Museumsinsel) influyó para que esta fuese incluida en la lista de la Unesco de Patrimonio de la Humanidad en 1999. El plan trata los cinco edificios históricos como una sola unidad y respeta su autonomía arquitectónica. La Museumsinsel tiene un área de casi un kilómetro cuadrado, y los museos arqueológicos están conectados el uno con el otro de manera subterránea. Cada edificio, que también tiene su propia entrada, ofrece a los visitantes un encuentro directo con sus colecciones. La James-Simon-Galerie constituye la entrada principal a los museos desde 2019, y da la bienvenida a los visitantes, así como al circuito principal y ofrece funciones centrales del servicio tales como cafés, tienda del museo, sala para los medios de comunicación, auditorio y salas para exposiciones temporales.
Varios edificios de la isla fueron reconstruidos por el gobierno comunista a partir de la década de 1950. Dentro de este grupo de museos, la Antigua Galería Nacional de Berlín reabrió en 2001 tras una renovación iniciada en 1997, con un coste de más de 50 millones de euros. Por su parte, el Museo Bode abrió nuevamente sus puertas tras años de restauración, mostrando sus colecciones de escultura y su gabinete de numismática. El coste de la operación y la restauración de las colecciones ascendió a más de 160 millones de euros. Como resultado de la remodelación, ningún otro edificio del mundo tiene tanto espacio para mostrar su colección escultórica.

#### Viejo Berlín

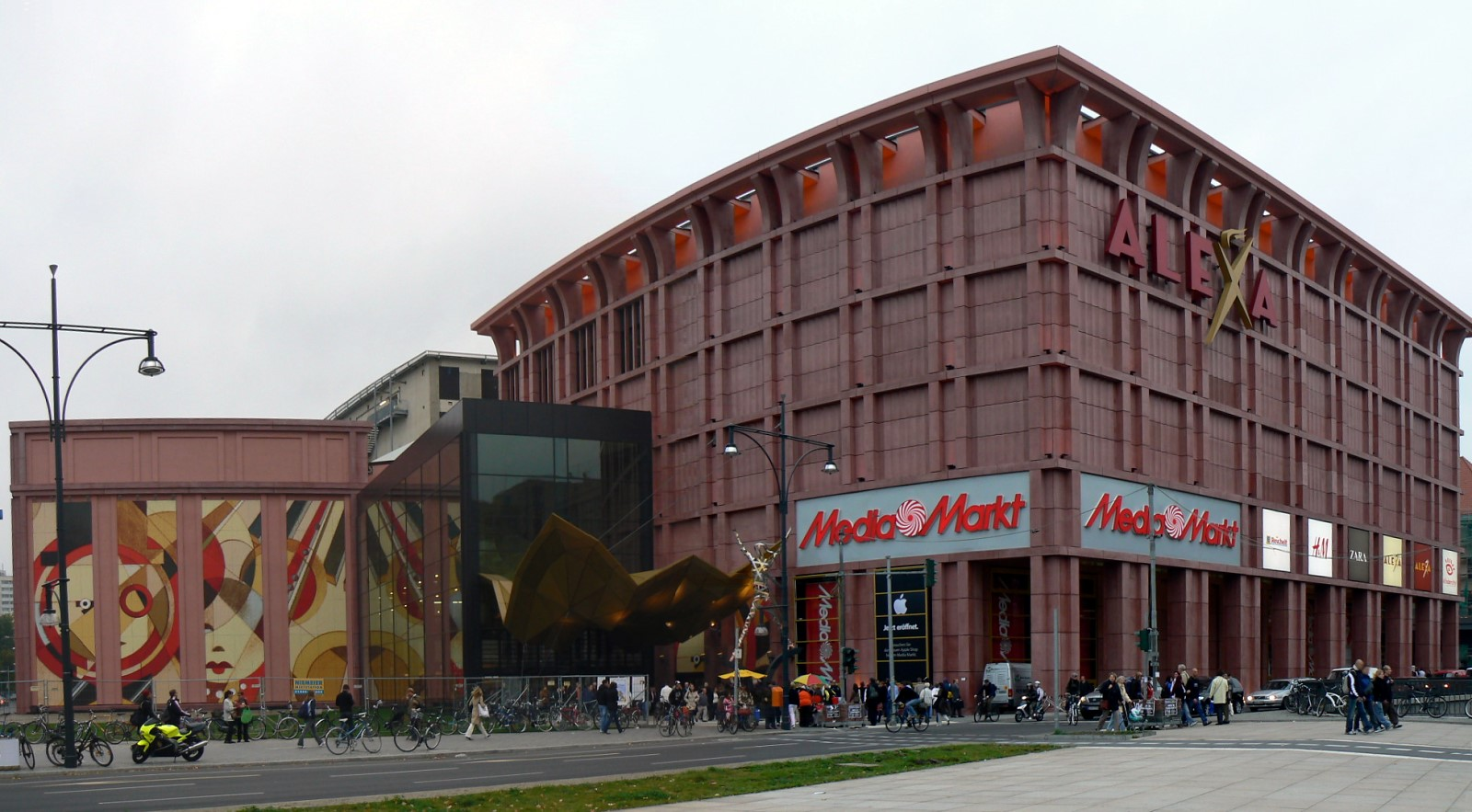
Centro comercial Alexa.

Dejando la isla en dirección oriente se encuentra el Viejo Berlín (Alt-Berlin). Allí se construyó el AquaDom, inaugurado en 2004, que es un acuario integrado en un hotel y constituye un arrecife de coral. Es un cilindro de cristal transparente de 25 m de altura que domina con su gran volumen todo el interior del inmueble. En su interior, 2500 peces tropicales nadan en un millón de litros de agua salada. Es posible ascender hasta la parte superior del ciclópeo acuario a través de un ascensor instalado el centro del cilindro.
A escasos metros de allí se encuentra la Alexanderplatz, que es objeto de una profunda remodelación orientada a reducir su área. Una de las obras más relevantes es la construcción del centro comercial Alexa, el centro comercial más grande del país inaugurado en septiembre de 2007. De acuerdo con el concepto de desarrollo establecido por su arquitecto, Hans Kollhoff, este centro está destinado a establecer un vínculo, en términos de calidad de construcción, con el Berlín de la era anterior a la guerra. En este contexto, la reconstrucción crítica pretende crear una conexión entre las formas de construcción tradicionales y el diseño contemporáneo.

## Otras obras

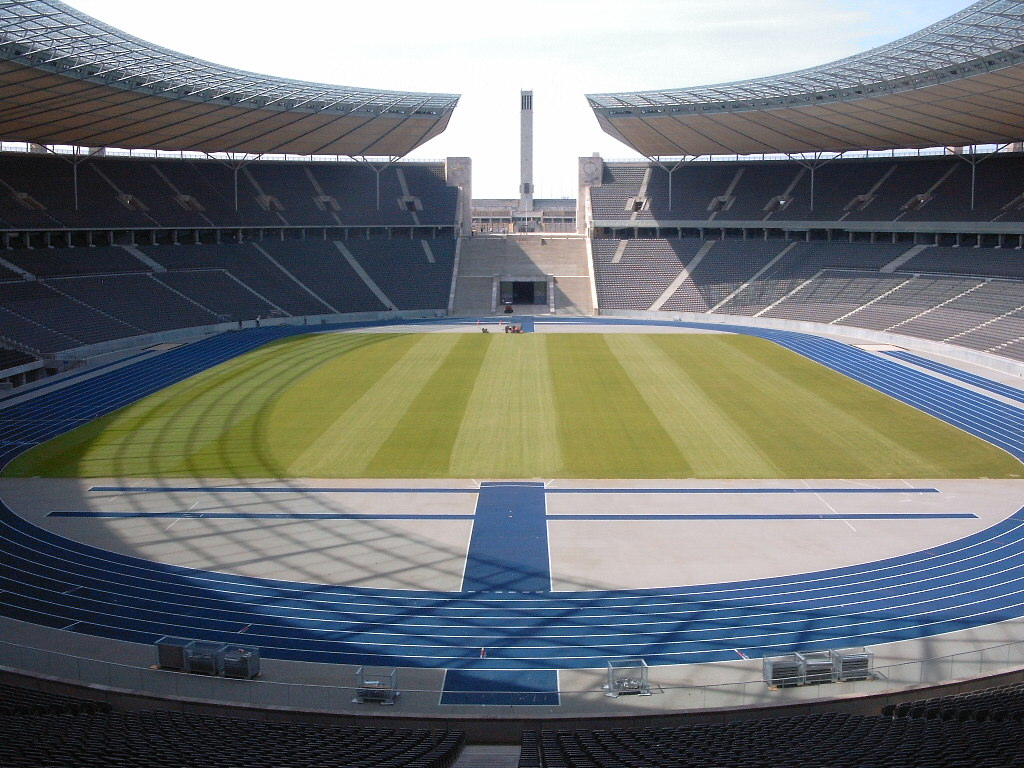
Estadio Olímpico.

Construido para acoger los Juegos Olímpicos de Berlín 1936 e inmortalizado por las imágenes de la cineasta Leni Riefenstahl, el Estadio Olímpico de Berlín no sufrió daños de consideración durante la Segunda Guerra Mundial. Sin embargo se restauró y remodeló por completo para albergar la Copa Mundial de Fútbol de 2006. Se añadió una cubierta y se equiparon las instalaciones con accesorios modernos, después de cuatro años de trabajos a un coste superior a los 200 millones de euros. La idea fue incorporar el pasado del edificio al proyecto para promover la Alemania de hoy a la vez que recordar la historia, según las autoridades.
En Berlín-Mitte, la Bernauer Straße acoge la Capilla de la Reconciliación (Kapelle der Versöhnung), en el sito de la vieja Iglesia de la Reconciliación, demolida en 1985 a causa de su proximidad al Muro y la separación de su parroquia. Más al oeste se levanta el Museo Judío de Berlín cuyo diseño fue aprobado antes de la caída del Muro de Berlín. Del otro lado del Soree, en la esquina de Friedrich Strasse y Franzosische Strasse, fueron construidas las Galerías Lafayette con una fachada de vidrio.
En cuanto a la infraestructura empresarial el Berlín-Adlershof, parque tecnológico creado a partir de 1991, cuenta con más de 600 nuevas empresas, las que emplean 10 000 personas aproximadamente.

## Reconocimientos
En su primera edición, el premio al “Logro Urbanístico” del CEU fue concedido a Hans Stimmann, Director de Desarrollo Urbano de Berlín desde 1992, creador del Plan Maestro para la Ciudad Interior (Planwerk Innenstadt), férreo defensor de los principios de la “reconstrucción crítica” y figura clave en la trasformación urbana del Berlín reunificado. El otorgamiento de este premio no sólo supone un positiva valoración de las transformaciones berlinesas, sino ante todo distinguirlas como ejemplo de y para el urbanismo europeo.